# Estação Niños Héroes (Metrô da Cidade do México)
A Estação Niños Héroes é uma das estações do Metrô da Cidade do México, situada na Cidade do México, entre a Estação Balderas e a Estação Hospital General. Administrada pelo Sistema de Transporte Colectivo, faz parte da Linha 3.
Foi inaugurada em 20 de novembro de 1970. Localiza-se no cruzamento da Avenida Niños Héroes com a Rua Dr. Velasco. Atende o bairro Doctores, situado na demarcação territorial de Cuauhtémoc. A estação registrou um movimento de 7.009.591 passageiros em 2016.